# José Mendes
José João Pimenta Costa Mendes (Guimarães, 24 april 1985) is een Portugees voormalig wielrenner die onder meer reed voor Benfica, CCC Polsat Polkowice en Bora.

## Carrière
In 2009 werd hij derde op het Portugese kampioenschap tijdrijden voor elite en in 2010 kreeg hij de overwinning in de zesde etappe van de Ronde van Portugal toegewezen nadat de winnaar, Joaquín Ortega, werd betrapt op het gebruik van epo.
In de wegwedstrijd op de Olympische Spelen in Rio de Janeiro eindigde Mendes op plek 53, op twintig minuten van winnaar Greg Van Avermaet.

## Overwinningen
2003
 Portugees kampioen tijdrijden, Junioren
2005
1e etappe Ronde van Portugal van de Toekomst
2006
Proloog en 2e etappe Ronde van Portugal van de Toekomst
2007
Proloog Ronde van Portugal van de Toekomst
Eindklassement Ronde van Portugal van de Toekomst
2010
3e etappe Trofeo Joaquim Agostinho
6e etappe Ronde van Portugal
2015
1e etappe Ronde van Trentino (ploegentijdrit)
2016
 Portugees kampioen op de weg, Elite
2019
 Portugees kampioen op de weg, Elite

## Resultaten in voornaamste wedstrijden
| Jaar | Ronde van Italië | Ronde van Frankrijk | Ronde van Spanje |
| ---- | ---------------- | ------------------- | ---------------- |
| 2013 |                  |                     | 22e              |
| 2014 |                  | 124e                |                  |
| 2015 |                  | 140e                |                  |
| 2016 |                  |                     | 54e              |
| 2017 | 48e              |                     |                  |
| 2018 |                  |                     | 83e              |

| Jaar | Luik-Bast.‑Luik | Ronde van Lombardije | Clásica San Sebastián |  | WK op de weg |  | Wereldranglijsten |
| ---- | --------------- | -------------------- | --------------------- |  | ------------ |  | ----------------- |
| 2013 |                 |                      |                       |  |              |  |                   |
| 2014 | 52e             | 66e                  |                       |  | opgave       |  |                   |
| 2015 | 23e             | opgave               |                       |  |              |  |                   |
| 2016 | 86e             |                      |                       |  |              |  |                   |
| 2017 | 100e            | opgave               | opgave                |  |              |  | 310e (UWT)        |
| 2018 |                 |                      | opgave                |  |              |  |                   |

## Ploegen
- 2008 –  Benfica
- 2009 –  Liberty Seguros
- 2010 –  LA-Rota dos Moveis
- 2011 –  CCC Polsat Polkowice
- 2012 –  LA Aluminios-Antarte
- 2013 –  Team NetApp-Endura
- 2014 –  Team NetApp-Endura
- 2015 –  Bora-Argon 18
- 2016 –  Bora-Argon 18
- 2017 –  BORA-hansgrohe
- 2018 –  Burgos-BH
- 2019 –  Sporting-Tavira
- 2020 –  W52-FC Porto
- 2021 –  W52-FC Porto
- 2022 –  Aviludo-Louletano-Loulé Concelho
- 2023 –  NSJBI Victoria Sports Pro Cycling
- 2024 –  Victoria Sports Pro Cycling Team

Antunes · Azevedo · Barbosa · Benítez · Castanheira · M. Costa · R. Costa · Lopes · Mendes · Miranda · Petrov · Pinto · Plaza · Pradera · B. Sancho · H. Sancho
Bárta · 
Benedetti · 
Camaño · 
De la Cruz · 
Dempster · 
Downing · 
Eichler · 
Huzarski · 
Jarc ·   
Kluge ·   
König · 
Matzka · 
McEvoy ·
Mendes · 
Rowsell · 
Schillinger · 
Schorn · 
Schwarzmann · 
Thwaites · 
Voss · 
Wetterhall
Bárta · 
Benedetti · 
Bennett · 
Camaño · 
De la Cruz · 
Dempster · 
Huzarski · 
Jarc · 
König · 
Machado · 
Matzka · 
McEvoy · 
Mendes · 
Padour · 
Rowsell · 
Schillinger · 
Schorn · 
Schwarzmann · 
Thwaites · 
Voss  · 
Konrad (stagiair) · 
Krieger (stagiair) · 
Mühlberger (stagiair) 
Archbold · Bárta · Bauhaus · Benedetti · Bennett · Buchmann · Dempster · Huzarski · Konrad · Matzka · Mendes · Nerz · Pfingsten · Salerno · Schillinger · Schorn · Schwarzmann · Thurau · Thwaites · Voss · Mühlberger (stagiair) · Pöstlberger (stagiair)
Archbold · Bárta · Bauhaus · Benedetti · Bennett · Buchmann · Dempster · Herklotz · Huzarski · Konrad · Matzka · Mendes · Mühlberger · Nerz · Pfingsten · Pöstlberger · Schillinger · Schwarzmann · Selig · Thwaites · Voss
Ackermann · Archbold · Bárta · Baška · Benedetti · Bennett · Bodnar · Buchmann · Burghardt · Herklotz · Kolář · König · Konrad · Majka · McCarthy · Mendes · Mühlberger · Pelucchi · Pfingsten · Poljański · Pöstlberger · J. Sagan · P. Sagan    · Saramotins · Schillinger · Schwarzmann · Selig
Cabedo · Cubero · Ezquerra · González · Herklotz · Langellotti · López · Mamykin · Mendes · Merino · Mitri · Robredo · Rubio · Salas · Sessler · Simón · Torres
Antunes · Caldeira · Campos · Ferreira · Magalhães · Mendes · D. Mestre · R. Mestre · Pinto · Rico · Rodrigues · Veloso · Vinhas
Antunes · Brandão · Caldeira · Campos · Fernandes · Magalhães · Mendes · D. Mestre · R. Mestre · Rodrigues · Vilela · Vinhas